# Praja (Rumunia)
Praja – wieś w Rumunii, w okręgu Bacău, w gminie Motoșeni. W 2011 roku liczyła 148 mieszkańców.